# Sigi Feigl
Sigi Feigl (* 14. Juni 1961) ist ein österreichischer Jazzmusiker am Saxophon, Bandleader und Konzertveranstalter.

## Leben und Wirken
Sigi Feigl studierte in den 1980er Jahren an der Kunstuniversität Graz, mit Abschlüssen sowohl in klassischer Klarinette als auch in Jazz-Saxophon. 1980 gründete er die Big Band Süd, die bis 1997 bestand und aus dessen Stamm Feigl 1999 die Jazz Bigband Graz formte und bis 2003 leitete. Ab 1989 unterrichtete er in der Jazzabteilung der Universität für Musik und darstellende Kunst Graz. Er organisierte im Grazer WIST die Konzertreihe „Monday Nights“. Im Jahr 1986 gründete er außerdem das Symphonische Orchester Leibnitz, das er bis 2003 leitete. 1993 bis 1996 führte er die private Musikschule Sigi Feigl. 1997 wirkte er bei dem Album Im Himmel ist die Hölle los der Ersten Allgemeinen Verunsicherung mit.
Aus seinen Konzertinitiativen entstand in den 1990er Jahren das Jazzfestival Leibnitz, seit 1996 organisierte Feigl als Leiter von „Kultur in Leibnitz“ mehrere hundert Kulturveranstaltungen. Aus der Tätigkeit bei internationalen Jazzworkshops der Musikalischen Jugend in Kroatien entstand 2003 das „HGM Jazz Orkestar Zagreb“, das er auch leitete. Feigl erhielt 2011 das Große Ehrenzeichen des Landes Steiermark.

## Diskographische Hinweise
- Big Band Süd: Meet Big Band Süd (1993), mit Toots Thielemans, Art Farmer, Bob Brookmeyer
- Big Band Süd; Remember Big Band Süd - featuring Art Farmer (1995)
- Jazz Big Band Graz; Here & There - music of Ed Neumeister (1999)
- Jazz Big Band Graz; Q & A - music of Bob Brookmeyer (2000)
- Jazz Big Band Graz; concerto for cello & big band; featuring Fritz Kleinhapl (2001)
- HGM Jazzorkestar Zagreb: HGM plays The Beatles (2009)
- HGM Jazzorkestar Zagreb: HGM plays Our Songs (2010)
- HGM Jazzorkestar Zagreb: HGM plays for Christmas (2011)
- HGM Jazzorkestar Zagreb: HGM plays the music of Ivo Robić (2013)
- Jazz Orchester Steiermark: "Next Page" - music of Karlheinz Miklin (2017)
- Jazz Orchester Steiermark: "The Big Base Band" - music of THE BASE (2018)